# Караульное (Красноярский край)
Караульное — село в Тасеевском районе Красноярского края в составе Суховского сельсовета.

## География
Находится примерно в 16 километрах к юго-западу от районного центра села Тасеево.

## Климат
Климат резко континентальный. Средняя температура воздуха наиболее холодного месяца −23 °C. Абсолютный минимум температур — −57 °C. Средняя температура воздуха наиболее жаркого месяца +17,7 °C. Средняя максимальная +24,1 °C. Средняя годовая температура −2.6 °C. Продолжительность устойчивых морозов — 138 суток. Продолжительность безморозного периода: наибольшая −108 суток, средняя — 60 суток. Продолжительность периода со среднесуточной температурой менее 10 °C — 268 дней. Осенний период довольно короткий, и уже 18 октября происходит переход среднесуточных температур через 0 °C к отрицательным значениям. Летний сезон, когда среднесуточные температуры превышают 10 °C, начинается во второй декаде мая и продолжается до 10 сентября. Проникновение арктических масс воздуха вглубь материка часто вызывает заморозки и в июне.

## История
Согласно региональным данным 1929 года село основано в 1899 году как посёлок Караульный. В 1926 году учтено было 440 жителей. В советское время работал колхоз «Победа».

## Население
| 2010 |
| ---- |
| 161  |

Постоянное население составляло 188 человек в 2002 году (81 % русские).